# Daniel Glattauer

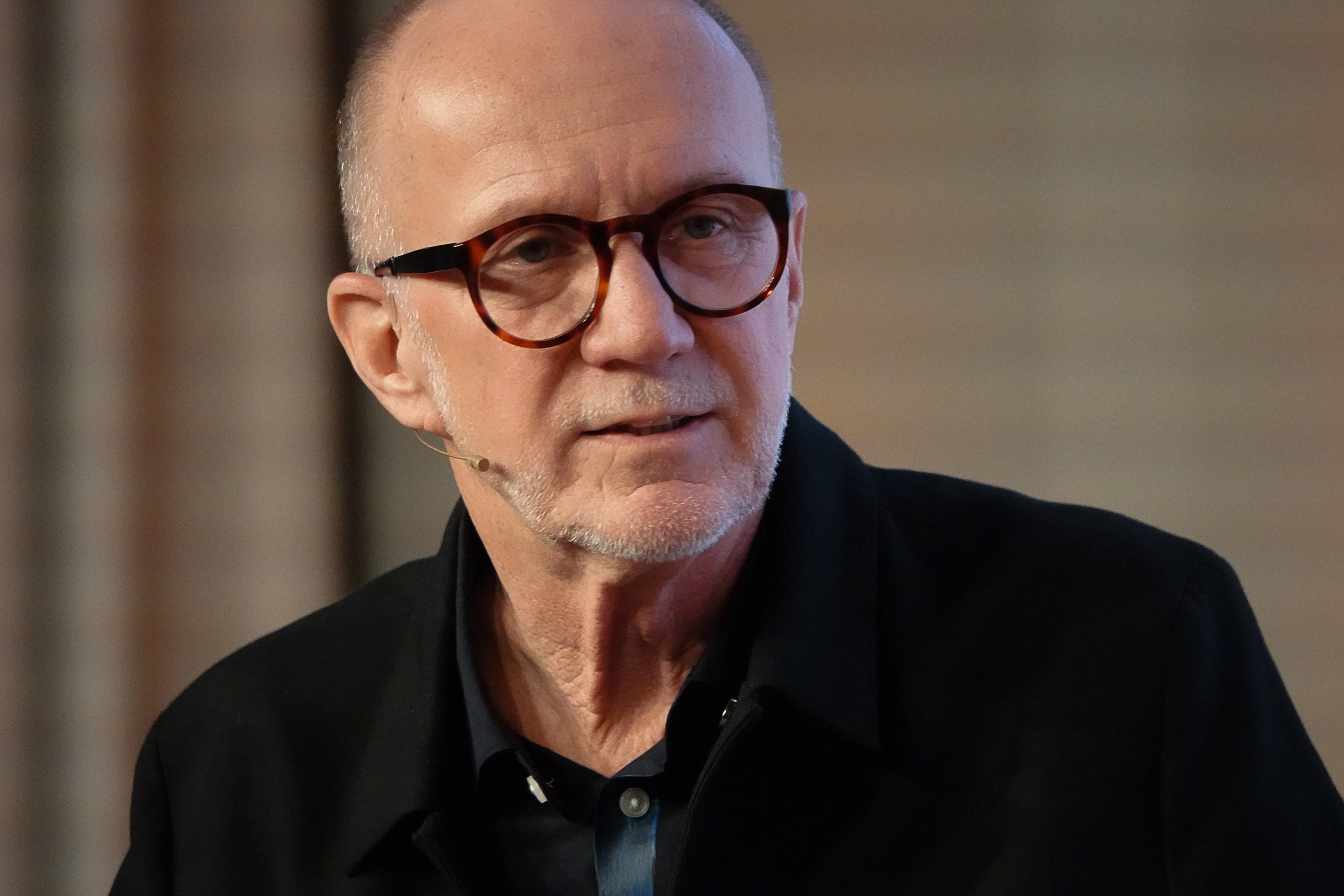
Daniel Glattauer 2025

Daniel Glattauer (* 19. Mai 1960 in Wien) ist ein österreichischer Schriftsteller und Journalist.

## Leben und Wirken
Daniel Glattauer wuchs im 10. Wiener Gemeindebezirk Favoriten auf und besuchte die Neulandschule am Laaer Berg. 1978 maturierte er und studierte ab 1979 Pädagogik und Kunstgeschichte. Nach Abschluss seines Studiums im Jahr 1985 schrieb er zunächst rund drei Jahre lang für Die Presse und wechselte danach zur neuen Tageszeitung Der Standard, wo er von 1989 bis 2009 für Kolumnen, Gerichtsreportagen und Feuilletons zuständig war.
Bekannt wurde Glattauer vor allem durch seine humorvollen Kolumnen unter dem Kürzel „dag“, die im so genannten Einserkastl auf der Titelseite abwechselnd mit jenen von „rau“ (Hans Rauscher) erschienen. Nach über 20 Jahren verließ er die Standard-Redaktion bei Erscheinen seines Romans Alle sieben Wellen (2009), um künftig als freiberuflicher Schriftsteller zu leben. Sammlungen seiner Kolumnen sind als Buch unter den Namen Die Ameisenzählung, Die Vögel brüllen, Schauma mal und Mama, jetzt nicht! erschienen.
Sein Roman Der Weihnachtshund wurde 2004 von Michael Keusch für das Fernsehen verfilmt, sein Roman Darum drei Jahre später unter der Regie von Harald Sicheritz fürs Kino.
Den Durchbruch schaffte Daniel Glattauer mit seinem 2006 veröffentlichten Roman Gut gegen Nordwind, der im selben Jahr für den Deutschen Buchpreis nominiert wurde. In einer modernen Form des Briefromans handelt er von einer durch Zufall entstandenen E-Mail-Korrespondenz zwischen einem alleinstehenden Mann und einer verheirateten Frau. Der Roman wurde zu einem Bestseller; die Bühnenfassung am 7. Mai 2009 in den Wiener Kammerspielen uraufgeführt. 2019 folgte die Verfilmung durch die deutsche Regisseurin Vanessa Jopp mit Nora Tschirner und Alexander Fehling in den Hauptrollen. 2009 erschien die Fortsetzung Alle sieben Wellen.
Glattauers Theaterstück Die Wunderübung wurde unter der Regie von Michael Kreihsl im Januar 2015 am Wiener Theater in der Josefstadt uraufgeführt und 2017 von Kreihsl verfilmt. Im September 2018 wurde seine Komödie Vier Stern Stunden an den Wiener Kammerspielen unter der Regie von Michael Kreihsl mit August Zirner als Frederic Trömerbusch, Martina Ebm als Lisa, Susa Meyer als Mariella Brem und Dominic Oley als David-Christian Reichenshoffer uraufgeführt. Sein Roman Geschenkt wurde 2018 von Daniel Prochaska mit Thomas Stipsits, Tristan Göbel und Julia Koschitz in den Hauptrollen verfilmt. Sein Roman Ewig Dein wurde 2024 verfilmt.
Bei seinem 2025 erschienenen Roman In einem Zug handelt es sich gemäß Eigeneinschätzung des Autors um das autobiografischste Buch, das er je geschrieben habe. Im Mittelpunkt steht ein Autor namens Eduard Brünhofer, der auf eine beachtliche Karriere zurückschauen und dem Alter gelassen entgegen blicken kann. Im Zug begegnet er einer jungen Therapeutin, die sich für seinen Lebensweg interessiert.
Glattauers Werke wurden in über 35 Sprachen übersetzt. Sein älterer Bruder Nikolaus Glattauer ist ebenfalls als Schriftsteller tätig.

## Werke
- Theo und der Rest der Welt. Döcker Verlag, Wien 1997, ISBN 3-85115-244-1.
- Bekennen Sie sich schuldig? Geschichten aus dem grauen Haus. Döcker Verlag, Wien 1998, ISBN 3-85115-261-1.
- Der Weihnachtshund. Deuticke Verlag, Wien/München 2000, ISBN 3-216-30530-9.
- Die Ameisenzählung. Kommentare zum Alltag aus Der Standard. Deuticke Verlag, Wien 2001, ISBN 3-216-30606-2.
- Darum. Roman. Deuticke Verlag, Wien / Frankfurt am Main 2002, ISBN 3-216-30677-1.
- Die Vögel brüllen. Kommentare zum Alltag. Deuticke Verlag, Wien 2004, ISBN 3-216-30729-8.
- Gut gegen Nordwind. Roman. Deuticke Verlag, Wien 2006, ISBN 3-552-06041-3.
- Falsch verbunden. Kurzoper in 15 Minuten. Musik von Johanna Doderer, Libretto. Uraufführung 2007 im sirene Operntheater.
- Rainer Maria sucht das Paradies. Mit Illustrationen von Johanna Roither. Deuticke Verlag, Wien 2008, ISBN 978-3-552-06082-1.
- Alle sieben Wellen. Roman. Deuticke Verlag, Wien 2009, ISBN 978-3-552-06093-7.
- Schauma mal. Kolumnen aus dem Alltag. Deuticke Verlag, Wien 2009, ISBN 978-3-552-06094-4.
- Der Karpfenstreit. Die schönsten Weihnachtskrisen. Mit Bildern von Michael Sowa, Sanssouci, München 2010, ISBN 978-3-8363-0243-2.
- Theo. Antworten aus dem Kinderzimmer. Anthologie. Deuticke Verlag, Wien 2010, ISBN 978-3-552-06140-8.
- Mama, jetzt nicht! Kolumnen aus dem Alltag. Deuticke Verlag, Wien 2011, ISBN 978-3-552-06167-5.
- Ewig Dein. Roman. Deuticke Verlag, Wien 2012, ISBN 978-3-552-06181-1.
- Die Wunderübung. Theaterkomödie. Deuticke Verlag, Wien 2014, ISBN 978-3-552-06239-9. (2017 unter der Regie von Michael Kreihsl verfilmt)
- Geschenkt. Roman. Deuticke Verlag, Wien 2014, ISBN 978-3-552-06257-3.
- Vier Stern Stunden. Theaterkomödie. Deuticke Verlag, Wien 2018, ISBN 978-3-552-06378-5.
- Die Liebe Geld: Eine Komödie, Paul-Zsolnay-Verlag, Wien 2020, ISBN 978-3-552-07203-9, Uraufführung 2020 in den Wiener Kammerspielen
- Die spürst du nicht. Roman. Paul-Zsolnay-Verlag, Wien 2023, ISBN 978-3-552-07333-3.[7]
- In einem Zug. Roman. Dumont Buchverlag, Köln, 2025, ISBN 978-3-7558-0040-8.

Hörbücher
- 2015, Gut gegen Nordwind, ungekürzt, gelesen von Andrea Sawatzki und Christian Berkel, 4 CDs, ISBN 978-3-86909-173-0.
- 2014, Geschenkt, ungekürzt, gelesen von Heikko Deutschmann, 8 CDs, ISBN 978-3-8449-1057-5.
- 2014, Ewig Dein, gekürzt, gelesen von Andrea Sawatzki, 4 CDs, ISBN 978-3-86909-163-1.
- 2014, Die Wunderübung, ungekürzt, gelesen von Andrea Sawatzki, Christian Berkel, Wolfram Koch und Peter Jordan, 2 CDs, ISBN 978-3-8449-0909-8
- 2012, Der Weihnachtshund, gekürzt, gelesen von Peter Jordan, Ulrike Grote 4 CDs, ISBN 978-3-89903-450-9.
- 2012, Ewig Dein, gekürzt, gelesen von Andrea Sawatzki, 4 CDs, ISBN 978-3-89903-349-6.
- 2011, Rainer Maria sucht das Paradies, ungekürzt, gelesen von Peter Jordan, 1 CDs, ISBN 978-3-89903-342-7.
- 2011, Mama, jetzt nicht!, Auswahl, Daniel Glattauer, 1 CD, ISBN 978-3-89903-341-0.
- 2011, Alle sieben Wellen – Das Hörspiel, Hörspiel, Eva Herzig, Michael Dangl, 2 CDs, ISBN 978-3-89903-649-7.

## Filmografie (Auswahl)
- 2008: Darum[8]
- 2018: Die Wunderübung
- 2018: Geschenkt
- 2019: Gut gegen Nordwind
- 2021: Die Liebe Geld[9]
- 2024: Ewig Dein